# Saison 2019-2020 du FC Chambly Oise
Maillots
Chronologie
Saison précédente Saison suivante
Pour l'année de son trentième anniversaire, le Football Club de Chambly Oise obtient pour la première fois de son histoire le statut professionnel. Ainsi, le club camblysien va participer à trois compétitions officielles avec la Dominos Ligue 2, la Coupe de France et la Coupe de la Ligue.
Avec la fratrie "Luzi" à la tête du club, qui a succédé à "Pépé" leur papa et créateur du club, Chambly a franchi tous les échelons jusqu'au monde professionnel en seulement trente ans.

## Avant-saison

### Mercato estival
| Nom               | Nationalité   | Poste     | Provenance/Destination     | Division                |
| ----------------- | ------------- | --------- | -------------------------- | ----------------------- |
| Arrivées          |               |           |                            |                         |
| Killian Le Roy    | France        | Gardien   | AS Saint-Étienne           | Ligue 1                 |
| Maxence Derrien   | France        | Défenseur | Red Star FC                | National 1              |
| Oumar Gonzalez    | France        | Défenseur | FC Metz                    | Ligue 1                 |
| Aniss El Hriti    | France        | Défenseur | F91 Dudelange              | BGL Ligue               |
| Malcom Edjouma    | France        | Milieu    | FC Lorient                 | Ligue 2                 |
| Mickaël Latour    | France        | Attaquant | US Lusitanos Saint-Maur    | National 2              |
| Florian David     | Guadeloupe    | Attaquant | Grenoble Foot 38           | Ligue 2                 |
| Junior Tallo      | Côte d'Ivoire | Attaquant | -                          | -                       |
| Benjamin Santelli | France        | Attaquant | SC Bastia                  | National 2              |
| Départs           |               |           |                            |                         |
| Samuel Atrous     | France        | Gardien   | AS Beauvais-Oise           | National 3              |
| Gaharo Doucouré   | France        | Défenseur | Retraite                   | FC Chambly-Oise (Staff) |
| Eduardo Rodrigo   | France        | Milieu    | AS Beauvais-Oise           | National 3              |
| Joris Correa      | France        | Attaquant | US Orléans                 | Ligue 2                 |
| Ottman Dadoune    | France        | Attaquant | FC Villefranche-Beaujolais | National 1              |

## Effectif professionnel actuel
Le tableau suivant dresse la liste des joueurs composant l'effectif du FC Chambly Oise pour la saison 2019-2020.